# Джонсън (окръг, Уайоминг)
Вижте пояснителната страница за други значения на Джонсън.
Окръг Джонсън (на английски: Johnson County) е окръг в щата Уайоминг, Съединени американски щати. Площта му е 10 813 km², а населението – 8486 души (2016). Административен център е град Бъфало.